# Belvisia septentrionalis
Belvisia septentrionalis là một loài dương xỉ trong họ Polypodiaceae. Loài này được Mirb. mô tả khoa học đầu tiên năm 1802.
Danh pháp khoa học của loài này chưa được làm sáng tỏ. 